# تيكو كاواكاتسو
تيكو كاواكاتسو (河角 多恵子)، هو لاعب كرة قدم. ولعبت مع منتخب اليابان لكرة القدم للسيدات.